# Alanu di Meglio
Alanu di Meglio (Marsella, 1959) és un escriptor i sociolingüista cors. La seva família era originària de Bonifacio, i s'hi instal·là quan era petit. Ha donat conferències sobre ciències de l'educació a la Universitat de Corti, i ha col·laborat a la revista A Pian' d'Avretu, de l'associació Embiu di Quinci.

## Obres
- D'Oghje si, d'Odiu no (1995), poesia.
- Macagni (2001), narracions
- Aliti (2002)
- Migrature (2004), poesies